# ستيفن وودز
ستيفن وودز هو مهندس كندي، ولد في 16 يونيو 1965 في ملفورت ‏ في كندا.